# Appuntamento a Ischia
Appuntamento a Ischia es una película de 1960 dirigida por Mario Mattoli. Fue el debut de Franco Franchi y Ciccio Ingrassia en el cine.  También aparecen en un cameo los músicos Pippo Franco y Franco Califano. 

## Trama
Letizia es una niña, hija del cantante Mimmo Rotunno, viudo, que no ve con buenos ojos el matrimonio entre su padre y Mercedes, y se opone por todos los medios. Habiendo conocido a Mirella Argenti, una hermosa joven comprometida con el director de orquesta Paolo, decide presentársela a su padre, con el objetivo de enamorarlo, y llegando incluso a organizar algunos espectáculos de Mimmo en Ischia con una artimaña.

## Repareto
- Domenico Modugno : Mimmo
- Antonella Lualdi : Mirella Argente
- Maria Letizia Gazzoni : Letizia
- Carlo Croccolo : Carlette
- Paolo Ferrari: Paolo
- Mina: cantante
- Elsa Vazzoler: Anna
- Pietro De Vico: pianista
- Ugo D'Alessio: Antonio
- Linda Christian : Mercedes
- Yvette Masson : Veronique
- Franco Franchi : contrabandista
- Ciccio Ingrassia : contrabandista
- Pippo Franco : guitarrista de Mina
- Franco Califano : amigo de Mimmo
- Alberto Talegalli : director del zoo
- Mario Castellani :  manager musical
- Carlo Taranto : Gennarino
- Toni Ucci : hombre del bar
- Mimo Billi : experto en finanzas

## Banda sonora
- La nonna Magdalena (texto de Vito Pallavicini y Nisa; música de Pino Massara), cantada por Mina en Bagno Ricciolillo de Ischia.
- Il cielo in una stanza (texto y música de Gino Paoli), cantada por Mina
- Una zebra a pois (texto y música de Lelio Luttazzi), cantada por Mina
- Resta cu' mme (texo de Dino Verde; música de Domenico Modugno), cantada por Domenico Modugno
- Vecchio frac (texto y música de Domenico Modugno), cantata da Domenico Modugno
- Notte di luna calante (texto y música de Domenico Modugno), cantada por Domenico Modugno.
- Don Fifì (texto y música de Domenico Modugno), cantada por Domenico Modugno.
- Sul ponte di Bassano, cantada por Domenico Modugno y Paolo Ferrari.

En la película también hay una versión apenas mencionada de Sì Sì Sì, con letra distinta a la definitiva, que el cantautor recién grabará el año siguiente. La película también presenta una canción inédita, que el cantante le canta a su hija, y que comienza con las líneas: "Papá no quiere casarse, no le importa, papá...". También se menciona la canción La donna riccia, también de Modugno.